# تريفور بوتس هاريس
تريفور بوتس هاريس (بالإنجليزية: Trevor Boots Harris) هو صحفي جامايكي، ولد في 1944، وتوفي في 9 أغسطس 2014.